# 2003 في أستراليا
فيما يلي قوائم الأحداث التي وقعت خلال عام 2003 في أستراليا.

## أحداث
- 20 مارس – حرب العراق
- 29 مايو – خطوط كانتس الجوية الرحلة 1737

## سياسة

### تعيين في المنصب
- 22 مارس – كريستينا كينيلي عضو الجمعية التشريعية نيو ساوث ويلز.
- 7 أكتوبر – توني أبوت وزير الصحة [الإنجليزية]‏.
- 7 أكتوبر – جولي إيزابيل بيشوب وزير الخدمات الاجتماعية [الإنجليزية]‏.
- 2 ديسمبر – مارك لاذام Leader of the Opposition (Australia) [الإنجليزية]‏.

### انتهاء فترة المنصب
- 7 أكتوبر – توني أبوت وزير التوظيف وعلاقات العمل [الإنجليزية]‏.

## رياضة
- 9 مارس – جائزة أستراليا الكبرى 2003 الفائز ديفيد كولتهارد.

## أفلام
من الأفلام التي صدرت هذه السنة في أستراليا:
- 1 يناير – الأنيماتريكس من إخراج بيتر تشونغ، Mahiro Maeda [الإنجليزية]‏، Shinichirō Watanabe [الإنجليزية]‏، كوجي موريموتو، تاكيشي كويكي، Yoshiaki Kawajiri [الإنجليزية]‏.
- 1 يناير – ذا كوايت أميركان من إخراج فيليب نويس.
- 1 يناير – في الجرح من إخراج جين كامبيون.
- 15 مايو – الماتريكس 2 من إخراج ليلي وتشاوسكي [الإنجليزية]‏، لانا وتشاوسكي [الإنجليزية]‏.
- 23 مايو – نهر غامض من إخراج كلينت إيستوود.
- 22 أكتوبر – السفينة الشبح من إخراج ستيف بيك.
- 5 نوفمبر – الماتريكس 3 من إخراج ليلي وتشاوسكي [الإنجليزية]‏، لانا وتشاوسكي [الإنجليزية]‏.
- 18 ديسمبر – إشعار لمدة أسبوعين من إخراج مارك لورانس (مخرج).

## برامج ومسلسلات وأنمي
- مدمرو الخرافات

## موسيقى

### أغاني
من الأغاني التي صدرت هذه السنة في أستراليا:
- 3 نوفمبر – سلو من غناء كايلي مينوغ.

## كتب
من الكتب التي صدرت هذه السنة في أستراليا:
- 1 نوفمبر – اللمسة من تأليف كولين مكلو.

## وفيات

### نوفمبر
- 18 نوفمبر – بوب كارمايكل (مواليد 1940) لاعب كرة مضرب أسترالي.